# José Antonio Marín Rite
José Antonio Marín Rite (Valverde del Camino, 29 de junio de 1941-Huelva, 13 de agosto de 2025) fue un abogado y político español. Miembro del PSOE andaluz, fue elegido primer alcalde de la etapa democrática en Huelva, cargo que ocupó durante nueve años. Por último ha sido presidente del Puerto de Huelva desde 2004 hasta 2025.

## Biografía
Realizó sus estudios de Derecho en la Comunidad de Madrid, regresando a la provincia de Huelva y desempeñándose como abogado de la UGT (Unión General de los Trabajadores) y del PSOE (Partido Socialista Obrero Español), cargo que ocupó tanto en Sevilla como en Huelva. 
Fue elegido alcalde de la ciudad de Huelva, cargo que ocupó desde 1979 a 1988, y en el mismo año presidente del Parlamento de Andalucía, cargo que ostentó hasta 1994. En 1982 fue elegido diputado de la cámara andaluza por Huelva, cargo que ocupó hasta 2004, y en la legislatura de 1996 a 1988 fue elegido primer presidente de la Federación Andaluza de Municipios y Provincias.
Fue también Senador en el Senado de España por designación del Parlamento, entre 1986 a 1988 y, posteriormente, desde 1994 a 1996, y en la cámara alta fue portavoz del Partido Socialista Obrero Español en la Comisión de Justicia, y en 2005 presidió la Autoridad Portuaria de Huelva.